# Stade Pierre de Coubertin
Stade Pierre de Coubertin i Cannes är hemmaplan för fotbollslaget AS Cannes som spelade i tredje division säsongen 2014/2015. Arenan tar som högst 10 000 åskådare, varav 2 500 sittande.